# 안 (성씨)
안(安)씨는 한국의 성씨다.
2015년 대한민국 통계청 조사에서 685,639명으로 조사되어, 한국 성씨 인구 17위이다. 본관은 순흥(順興)·죽산(竹山)·광주(廣州)·탐진(耽津)·안산(安山)·공주(公州)·안동(安東)·태원(太原)·주천(酒泉)·순천(順川)·제천(堤川)·지곡(池谷)·수안(遂安)·수원(水原) 등 문헌에 109본이 전해진다. 순흥·죽산·광주·탐진의 4본이 대본이며, 순흥 안씨가 전체 안씨 인구의 과반수를 상회한다.

## 광주 안씨
광주 안씨(廣州安氏) 시조 안방걸(安邦傑)은 고려 태조 때 광주의 향리(鄕吏)로 대장군(大將軍)을 역임하고, 이후 광주군(廣州君)에 봉해졌다. 후삼국을 통일한 후 지방 유력자들에게 성씨를 갖게 하는 정책에 따라 토성분정(土姓分定)에 의해 안(安)씨로 스스로 갖게 되었다. 2015년 인구는 48,033명이다.

## 순흥 안씨
순흥 안씨(順興安氏) 시조(始祖) 안자미(安子美)는 순흥현(順興縣)에 세거하며 고려 신종(1197년~1204년) 때 흥위위 보승별장(興威衛保勝別將)을 역임하고 신호위 상호군(神虎衛上護軍)에 추봉되었다.
안자미의 증손자 안향(安珦)이 1260년(고려 원종 1년) 문과에 급제하여 도첨의중찬(都僉議中贊)에 이르렀다. 2015년 인구는 520,384명이다.

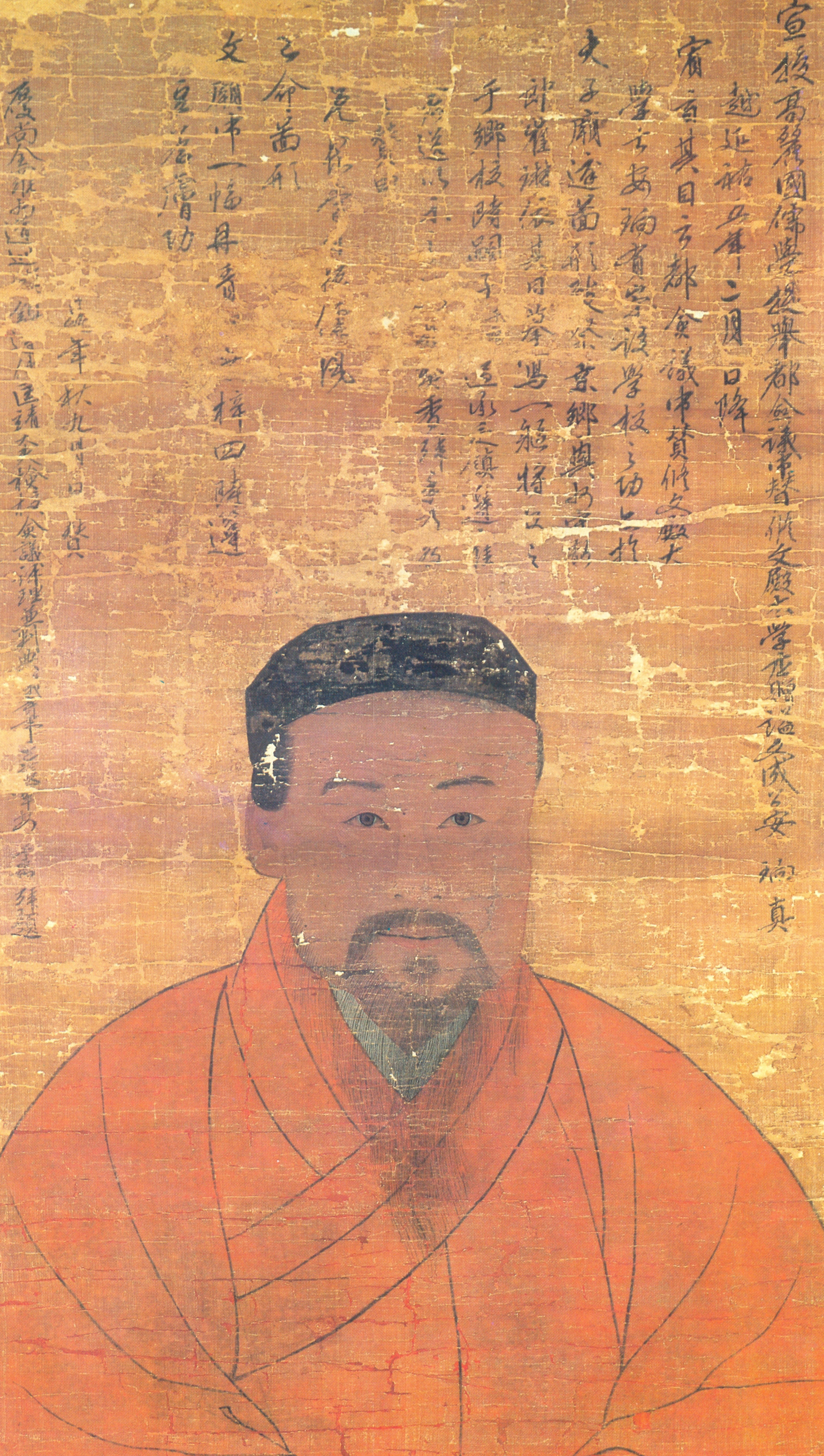
순흥 안씨 4세 안향(安珦)

## 죽산 안씨
죽산 안씨(竹山安氏)는 안준(安濬)과 안영의(安令儀)를 1세조로 하는 두 계통이 있다. 안영의(安令儀)의 증손 안전(安戩)은 고려 충렬왕 때 도지휘사(都指揮使)를 지냈다. 안준(安濬)의 7세손인 안극인(安克仁)은 고려 공민왕의 계비인 정비(定妃)의 아버지로서 죽성군(竹城君)으로 봉군되었다. 2015년 죽산 안씨 인구는 77,026명이다.
신 죽산 안씨(新竹山安氏)의 시조 안원형(安元衡)은 고려 공민왕 때 문하시중(門下侍中)을 역임하면서 나라에 공을 세워 죽성군(竹城君)에 봉해졌다고 한다. 안원형의 손자 안노생(安魯生)이 1376년(고려 우왕 2년) 문과에 급제하여 조선 태종 때 예조참의(參議)와 경기도관찰사 등을 역임하였다. 11세손 안방준(安邦俊)은 효종 때 공조참의를 역임하였다. 

## 탐진 안씨
탐진 안씨(耽津安氏) 시조 안우(安祐)는 고려 공민왕 때 중서평장정사(中書平章政事)·추충절의정란공신(推忠節義定亂功臣)에 올랐다. 2015년 인구는 강진 안씨 15,585명, 탐진 안씨 10,513명으로 총 26,098명이다.

## 안산 안씨
안산 안씨(安山安氏) 시조 안자유(安子由)는 왕이 원나라에 갈 때 시종한 공으로 1342년(충혜왕 복위 3) 2등공신이 되었고, 1347년(충목왕 3)에는 첨의참리(僉議參理)로서 태묘(太廟)에 제사하는 일을 주관하였다.
안탄대(安坦大)가 1506년(중종 1) 중종반정에서 원종공신(原從功臣)에 책록되었다. 1507년(중종 2) 안탄대의 딸이 9세의 나이로 궁녀에 뽑혀 입궐하였다가 중종의 후궁 창빈 안씨(昌嬪安氏)가 되었고, 외손자 덕흥대원군의 아들이 선조(宣祖)로 즉위하였다. 
2015년 안산 안씨 인구는 179명이다.

## 공주 안씨
공주 안씨(公州 安氏) 또는 공산 안씨(公山 安氏)의 시조 안익(安翊)은 고려 말기 문하찬성사(門下贊成事)를 지내고, 조선이 건국되자 참찬문하부사(參贊門下府事)에 올랐다. 시호는 정평(靖平)이다.
안익(安翊)의 손자인 안덕손(安德孫) 1447년(세종(世宗) 29년) 문과에 급제하여 천안군수(天安郡守)와 형조좌랑(刑曹佐郞)을 역임하였다. 2000년 인구는 1,678명이다.

## 기타 본관
- 태원 안씨(太原安氏) 시조 안만세(安萬世)는 원나라 전서로서 노국공주를 따라 고려에 동래하여 공민왕 때 예부상서(禮部尙書)를 지냈다고 한다. 2015년 인구는 1,637명이다.
- 제천 안씨(堤川安氏) 시조 안적재(安迪材)는 고려시대 평리(評理)를 지냈다. 2000년 인구는 255명이다.
- 주천 안씨(酒泉安氏) 시조 안정방(安挺方)은 고려 때 호장(戶長)을 지냈다. 2000년 인구는 308명이다.
- 지곡 안씨(池谷安氏)로 조선 초기의 화가 안견(安堅)이 있다. 현재 인구는 집계되지 않는다.
- 순천 안씨(順天安氏)는 안바위쇠(安破回金)가 1637년(인조 15년) 무과에 급제하여 면천(免賤)되었다. 2015년 인구는 278명이다.
- 수원 안씨(水原安氏)는 안경기(安京己) 등 12명이 조선시대 무과에 급제하였다. 2015년 인구는 116명이다.
- 수안 안씨(遂安安氏)는 안중원(安仲元) 등 3명이 조선시대 무과에 급제하였다. 2015년 인구는 10명이다.

## 같이 보기
- 한국의 성씨와 이름